# Processeurs 36 bits

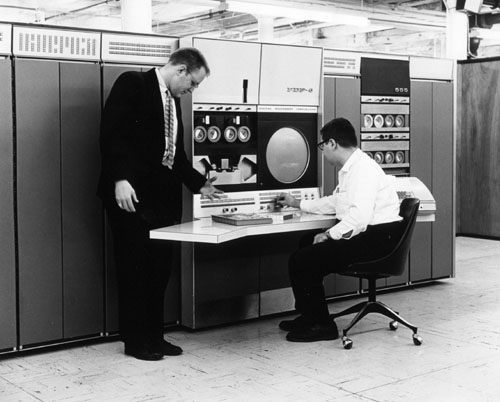
Un PDP-6 36 bits.

Certains ordinateurs étaient basés sur une architecture processeur 36 bits, dont notamment :
- Le DEC PDP-6, puis le modèle PDP-10 ;
- Les IBM 701, 704, 709 (à lampes), puis 7090, 7094, 7094 II, 7040, 7044 (à transistors) ;
- Les GE-635 et GE-645, ainsi que le Honeywell 6180 ;
- Les UNIVAC 1106, 1107, 1108, 1110, 1100 ;
- Les machines Lisp commercialisées par Symbolics.

Le choix des 36 bits n'est pas un hasard : c'est pour garder une certaine compatibilité avec les calculateurs décimaux dont la précision étaient de 10 chiffres. Il faut 35 bits pour atteindre une précision équivalente en base 2 (un bit est réservé pour le signe, et {\displaystyle 2^{33}<9\,999\,999\,999<2^{34}}).
De plus, on peut facilement coder l'alphabet (A - Z, 0 - 9) sur 6 bits, et donc placer 6 signes dans 36 bits. Le code définissant les caractères codés sur 6 bits s'appelle SIXBIT.